# Tibor Károlyi
Tibor hrabě Károlyi de Nagy Károly (26. září 1843 Bratislava – 5. dubna 1904 Opatija) byl uherský šlechtic, politik a mecenáš. Jako potomek staré šlechtické rodiny se od mládí uplatňoval ve veřejném životě a v letech 1898–1900 zastával funkci předsedy Sněmovny magnátů. Vlastnil několik velkostatků v Sedmihradsku (dnešní Rumunsko).

## Životopis

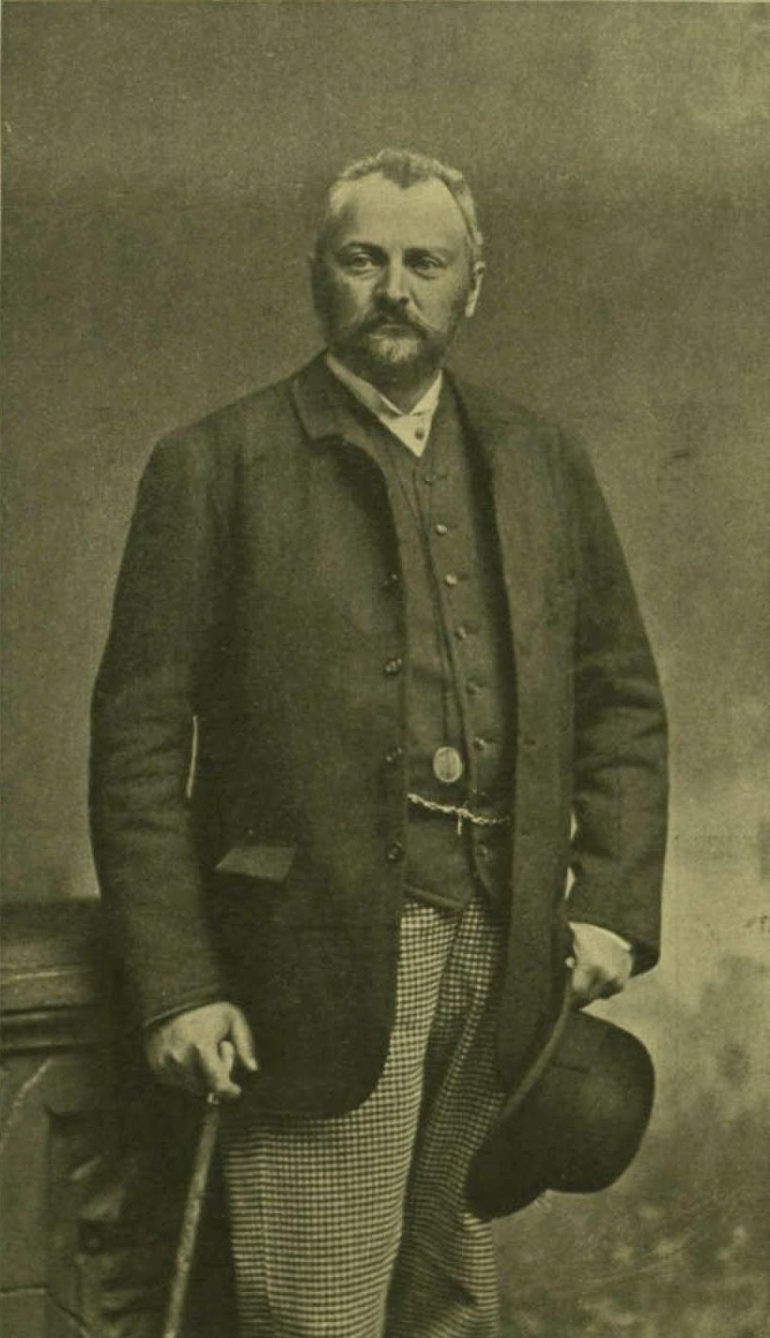
Hrabě Tibor Károlyi

Pocházel ze starého šlechtického rodu Károlyiů, narodil se jako čtvrtý syn uherského nejvyššího hofmistra hraběte Jiřího Károlyiho (1802–1877) a jeho manželky hraběnky Karolíny, rozené Zichyové (1818–1903), po matce byl synovcem revolučního premiéra Ludvíka Batthyányho (1807–1849), přes matku měl také příbuzenské vazby na rodiny Odescalchiů nebo Metternichů. V mládí se svými bratry procestoval Španělsko a několik afrických zemí, v roce 1866 jako dobrovolník bojoval v prusko-rakouské válce.
V letech 1875–1884 byl poslancem uherského sněmu za Liberální stranu, poté získal dědičné členství ve Sněmovně magnátů, kde byl od roku 1884 druhým místopředsedou. V roce 1898 byl jmenován c. k. tajným radou a v letech 1898–1900 byl předsedou Sněmovny magnátů. Mimo politiku se prosadil v řadě dalších oblastí veřejného života. Byl členem Maďarské společnosti výtvarného umění, uplatnil se jako překladatel historickýh děl z francouzštiny a v pěti svazcích vydal rodový archiv Károlyiů. Angažoval se také v oblastí vodohospodářství a podílel se na regulaci řeky Tisy.

## Majetkové a rodinné poměry

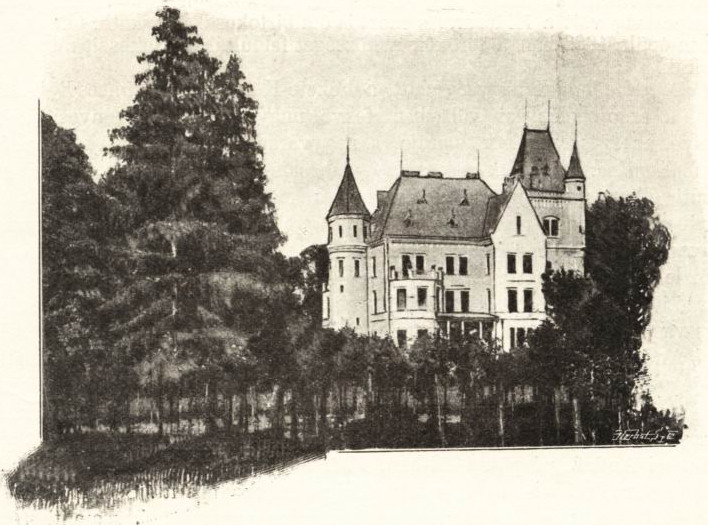
Zámek Balc

Jako svůj dědický podil po otci převzal velkostatek Macea (Aradmácsa) v župě Arad (dnes Rumunsko) se zámkem přestavěným v 19. století podle projektu Miklóse Ybla. K velkostatku patřilo přes 4 600 hektarů pozemků. Sňatkem získal podíl na velkostaku Balc (Bályok) v Bihorské župě (dnešní Rumunsko). Spolu s manželkou zde nechal postavit honosný zámek v eklekticiském stylu, později jej dědicové nechali ještě upravit romanticky.
Od roku 1868 byl ženatý s Emmou hraběnkou Degenfeld-Schonburg (1844–1901), c. k. palácovou dámou. Jediná dcera  Gabriela (1869–1945) se provdala za hraběte Dionýse Almásyho (1863–1940). Ze synů vynikl Julius (Gyula) (1871–1942), který byl v meziválečném období maďarským ministrem zahraničí (1930–1931) a předsedou vlády (1931–1932).
Jeho synovcem byl pozdější maďarský prezident Mihály Károlyi (1875–1955). V době Mihályho nezletilosti byl Tibor jeho poručníkem.